# Гиличинский, Давид Абрамович
Дави́д Абра́мович Гиличи́нский (25 февраля 1948, Кишинёв — 18 февраля 2012, Пущино Московской области) — российский биолог, криолитолог. Доктор геолого-минералогических наук, профессор и заведующий лабораторией геокриологии почв Института физико-химических и биологических проблем почвоведения РАН (1989—2012).

## Биография
Учился в кишинёвской средней школе № 9, где преподавала его мать, Чарна Ароновна Гиличинская; его отец, Абрам Давидович Гиличинский, был преподавателем идиша и иврита. В 1971 году Давид Абрамович окончил Московский государственный университет, там же защитил кандидатскую (1984) и докторскую («Криобиосфера позднего кайнозоя: вечная мерзлота как среда сохранения жизнеспособных микроорганизмов», 2002) диссертации.
С 1978 года, будучи сотрудником кафедры криолитологии и гляциологии МГУ, руководил полевыми работами в восточном секторе Арктики. В 1980-е годы организовал изучение биологии вечной мерзлоты в пущинском Институте физико-химических и биологических проблем почвоведения АН СССР. В 1990-е годы возглавлял полевые исследования в Сухих Долинах Антарктиды. Давид Гиличниский — автор ряда научных публикаций по криобиологии вечной мерзлоты (биогеохимическим процессам и метаболической активности микроорганизмов в вечной мерзлоте), астробиологии, почвоведению. Некоторые работы опубликованы совместно с женой — Елизаветой Михайловной Ривкиной, ведущим научным сотрудником лаборатории криологии почв Института физикохимических и биологических проблем почвоведения РАН.
Под руководством Д. А. Гиличинского в лаборатории было культивировано цветковое растение Смолёвка узколистая (Silene stenophylla Ledeb) из ткани незрелых плодов, которые пролежали в вечной мерзлоте в районе реки Колымы в Магаданской области около 30 тысяч лет.
В 2010-е под руководством Д. Гиличинского создавалась сеть станций наблюдения температуры пород в Антарктиде.

## Избранные публикации

### Монографии
- Сезонная криолитозона Западной Сибири. М.: Наука, 1986.
- Криогенные почвы. Институт почвоведения и фотосинтеза (Российская академия наук). Пущинский научный центр РАН, 1992.

### Под редакцией Д. А. Гиличинского
- Всесоюзная конференция «Теория почвенного криогенеза». Научный центр биологических исследований (Академия наук СССР), Институт почвоведения и фотосинтеза (Академия наук СССР), Научный совет по проблемам почвоведения и мелиорации почв (Академия наук СССР). М., 1989.
- Криология почв: сборник научных трудов. Институт почвоведения и фотосинтеза (Российская академия наук). Пущинский научный центр АН СССР, 1991.

### На иностранных языках[16]
- Gilichinsky, D., Vorobiova, E., Erokhina, L., Fedorov-Davydov, D. (1992). Long-term preservation of Microbial Ecosistems in Permafrost // Advances Space Research, vol. 12, N 4: 225—263.
- Gilichinsky, D., Soina, V., Petrova, M. (1993). Cryoprotective Properties of Water in the Earth Cryolithosphere and its Role in Exobiology // Origins of Life and Evolution of the Biosphere, 23: 65-75.
- Gilichinsky, D. (ed). Viable Microorganisms in Permafrost (1994). Russian Academy of Sciences, Pushchino, 115.
- Gilichinsky, D., Wagener, S., (1995). Microbial Life in Permafrost // Permafrost and Periglacial Processes, vol. 5: 143—150.
- Gilichinsky, D., Wagener, S., Vishnivetskaya, T. (1995). Permafrost Microbiology // Permafrost and Periglacial Processes, vol. 6: 281—291.
- Wilson, G., Braddok, P., Foreman, S., Friedmann, E. I., Rivkina, E., Gilichinsky, D. (1996). Coring for microbial records of Antarctic Climate // Antarctic Journal of USA, N 3: 74-77
- Shi, T., R. Reevs, D. Gilichinsky, E. I. Friedmann (1997). Characterization of Viable Bacteria from Siberian Permafrost by 16S rDNA Sequencing // Microbial Ecology, N 33: 169—179.
- Vorobyova, E., Soina, V., Gorlenko, M., Rivkina,E., Gilichinsky, D. (1997). The deep cold biosphere: facts and hypothesis // FEMS Microbiology Reviews, N 20: 277—290
- Zhou, J., M. Davey, J. Figueras, E. Rivkina, D. Gilichinsky, J. Tiedje. (1997). Phylogenetic diversity of the bacterial community from a tundra soil sample // Microbiology (UK), vol. 143, N 12: 3913-3919.
- Rivkina, E., Gilichinsky, D., Wagener, S., Tiedje, J., McGrath, J. (1998). Biogeochemical Activity of Anaerobic Microorganisms from Buried Permafrost Sediments // Geomicrobiology, N 15: 187—193
- Rivkina, E., E. I. Friedmann, C. McKay, D. Gilichinsky (2000). Microbial activity of permafrost bacteria below the Freezing Point // Applied and Environmental Microbiology, vol. 66, N 8: 3230-3234.
- Vishnivetskaya, T., Kathariou, S., McGrath, J., Gilichinsky, D., Tiedje, J. (2000). Low Temperature Recovery Strategies for the Isolation of Bacteria from Ancient Permafrost Sediments // Extremophiles, vol. 4, issue 3: 165—173.
- Brinton, K., A. Tsapin, D. Gilichinsky, G. McDonald (2002). Aspartic acid racemization and age-depth relationships for organic carbon in Siberian permafrost // Astrobiology, vol. 2, N 1: 77-82.
- Vishnivetskaya, T., L. Erokhina, E. Spirina, A. Shatilovich, E. Vorobyova, D. Gilichinsky (2002). Ancient viable phototrophs within the permafrost // In: Algae and extreme environments — ecology and physiology. Nova Hedwigia: 425—439.
- Wilson, G., J. Barron, A. Ashworth, R. Askin, J. Carter, M. Gurren, D. Dalhuisen, I. Friedmann, D. Fyodorov-Davydov, D. Gilichinsky, D. Harwood, J. Hiemstra, T. Janecek, K. Licht, V. Ostroumov, R. Powell, E. Rivkina, S. Rose, A. Stroeven, P. Stroeven, J. Meer, M. Wizevich (2002). The Mount Feather Diamicton of the Sirius Group: an accumulation of indicators of Neogene Antarctic glacial and climatic history // PALEO, 182: 117—131.
- Gilichinsky, D., S. Gubin, D. Fyodorov-Davydov, V. Ostroumov, V. Sorokovikov, S. Zimov. (2002). Lower Kolyma River. The Circumpolar Active Layer Monitoring (CALM) Program: Reseach Design and Initial Results // Polar Georgaphy, vol. 24, N 3.
- Gilichinsky, D. (2002). Permafrost model of extraterrestrial habitat // In (G. Horneck, ed.). Astrobiology, Springer-Verlag: 271—295.
- Gilichinsky, D. (2002). Permafrost as a microbial habitat // In: Encyclopaedia of Environmental Microbiology, Willey: 932—956.

## Фильмография
- Д. Гиличинский упоминается в документальном фильме «Кто не пускает нас на Марс?» (Дата эфира: 10.04.2013), текстовая версия фильма.